# 러시아 궤간

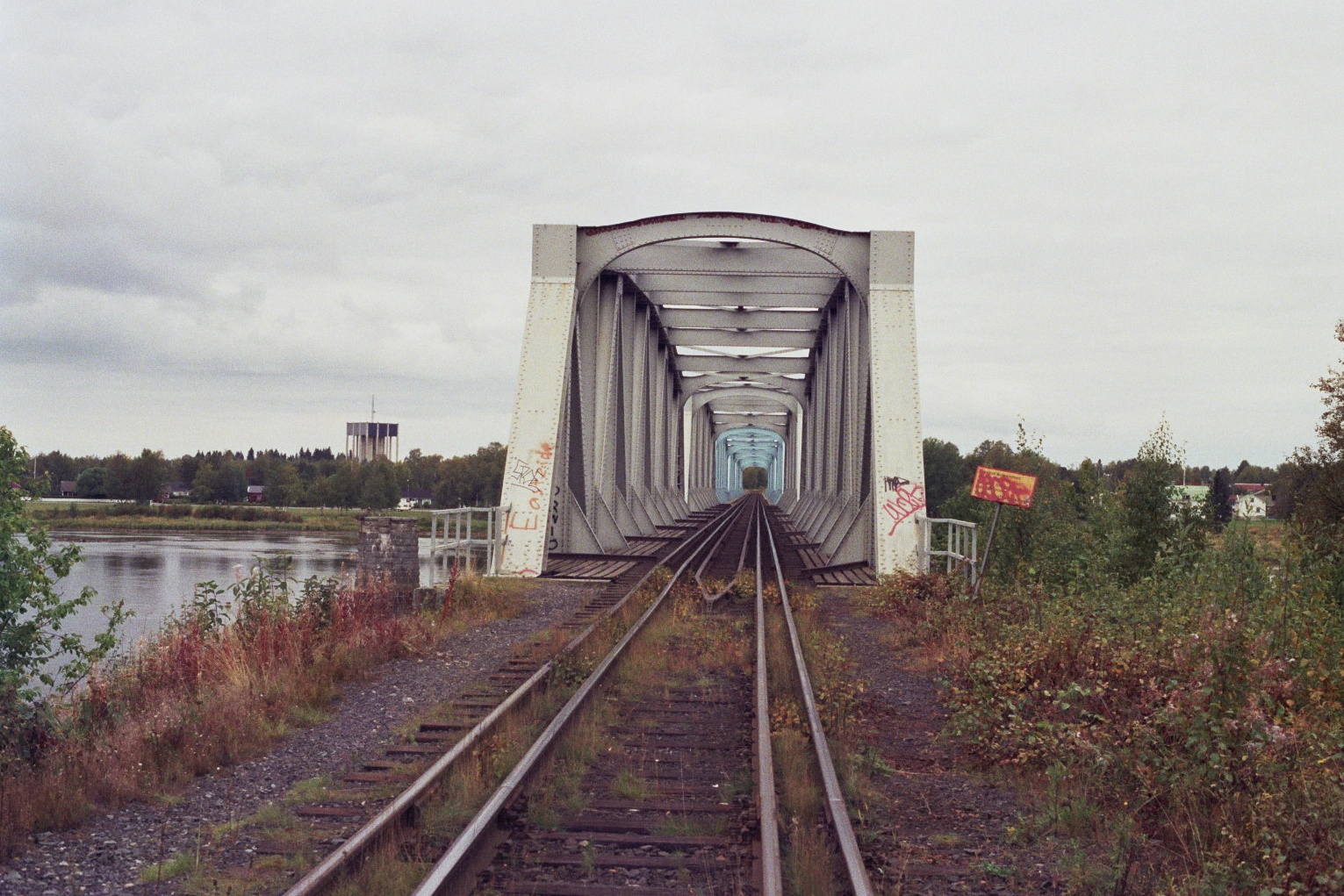
스웨덴 하파란다와 핀란드 토르니오 사이에 설치된 4선궤. 표준궤와 러시아 궤가 같이 설치되어 있다.

러시아 궤간(러시아어: Русская колея 루스카야 콜레야[*])은 궤간 1519~1525mm 사이의 광궤를 이야기한다. 좁은 의미에서는 러시아 철도에서 사용하는 4 ft 11 in (1520mm) 광궤를 이야기한다..
구 소련 국가 및 몽골, 핀란드에서 사용하며, 약 225000km 가량의 철도가 러시아 궤간을 사용한다. 표준궤에 이어서 세계에서 두 번째로 많이 사용되는 궤간이다.

## 역사
1524mm 광궤는 1842년 9월 12일 표준으로 승인되었다. 궤간의 선정 과정은 파벨 페트로비치 멜니코프 대령이 관여하였다. 1524mm 궤간이 표준으로 채택된 데에는 다음과 같은 이유가 있다.
- 높은 안정성[3]
- 과거 미국 남부에서 사용되었던 표준[4]
- 국방상 이유[3]

러시아가 광궤를 채택한 데는 국방상의 이유가 크다는 말이 전해진다. 실제로 제2차 세계대전 당시 히틀러가 러시아의 영향권 아래에 있던 나라를 점령하면서 광궤를 표준궤로 바꾸기도 하였고, 러시아에서 속도를 낼 수 없었던 이유가 궤간 차이로 인하여 철도 수송이 어려웠기 때문이라고 한다. 또한 러시아에 철도가 부설되었던 1842년에는 뚜렷한 표준이 없었다는 지적이 있다.
파벨 멜니코프 대령은 미국의 철도 공학자 조지 워싱턴 휘슬러를 고용하여 러시아의 모스크바-상트페테르부르크 간 철도 건설에 대한 조언을 들었다. 그는 광궤 지지자였고, 러시아에 광궤가 표준이 되도록 로비 활동을 벌였다. 철도 건설에 군대가 관여하고 있었기 때문에 국방상의 이유로 광궤를 선택했다는 설이 있다. 독일과 오스트리아 기술자들은 1500mm 궤간을 제안하였으나 받아들여지지 않았고, 당시 남부 미국에서 사용되고 있었던 1524mm 궤간을 채택하였다. 1970년에 이 표준은 1520mm으로 재조정되었으나, 과거 1524mm 궤간과 호환되는 범위 안에 있다. 궤간 문제 때문에 제2차 세계대전 당시 나치 독일은 동부 전선 보급망을 유지하기 어려웠다.
러시아 대륙과 연결되어 있지 않은 사할린 철도는 일본이 건설한 케이프 궤간을 현재까지도 유지하고 있다. 2004년에 들어서야 러시아 대륙과 궤간을 맞추려는 작업이 시작되었다.
경량 철도 및 노면 전차에서는 광궤를 거의 채택하지 않았으나, 구 소련권 국가의 노면 전차는 이 궤간을 사용하기도 했다. 상트페테르부르크의 노면 전차는 광궤를 사용하며, 차량 폭도 다른 나라의 노면 전차에 비해서 넓다.

## 재정의 및 허용 범위
1970년 소련에서는 1520mm로 궤간을 다시 정의하였다. 핀란드, 에스토니아에서는 1524mm라는 원래 정의를 계속 사용한다. 사실상 차량이 직통 가능하기 때문에 궤간 차이의 의미는 크지 않다. 예로 핀란드와 러시아가 1520/1524mm로 살짝 다른 궤간을 사용하지만, 철도 차량은 두 나라 사이를 운행할 수 있다. 운행 가능 범위는 1519~1525mm이며 실제로 Sm6 열차가 이 방법으로 운영되고 있다.

## 러시아 제국 이외
파나마 철도는 1524 mm 광궤로 건설되었으며, 2000년에 철도를 다시 건설하면서 1435 mm(4 ft 8½ in) 표준궤로 개궤하였다. 1524 mm(5 ft) 광궤는 남부 미국의 철도 회사에서 영향을 받았다.
유럽의 가장 서쪽에 있는 러시아 궤간 철도는 폴란드의 LHS로, 실레시아 지역에서 우크라이나 국경선까지 이어진다.